# Angiopteris latipinna
Angiopteris latipinna là một loài dương xỉ thuộc họ Marattiaceae. Loài này được Ren-Chang Ching mô tả khoa học đầu tiên năm 1958.